# Премія Кавабати
Літературна премія імені Кавабата Ясунарі (яп. 川端康成文学賞) — японська літературна премія, створена на честь письменника Ясунарі Кавабати. Премію організовує видавництво «Shinchōsha» та спонсорує Меморіальний фонд Кавабати Ясунарі. Її присуджують за найкраще оповідання року.

## Переможці
- 1974: Акацукі Камбаяші за «ブロンズの首»
- 1979: Такеші Кайко за «玉、砕ける»
- 2009: Нанае Аояма за «かけら»
- 2010: Нобуко Такаґі за «トモスイ»
- 2012: Каорі Екуні за «犬とハモニカ»
- 2016: Еймі Ямада за «生鮮てるてる坊主»